# Fajsławice (plaats)
Fajsławice is een dorp in het Poolse woiwodschap Lublin, in het district Krasnostawski. De plaats maakt deel uit van de gemeente Fajsławice en telt 1400 inwoners.